# Mareuil-en-Dôle
Mareuil-en-Dôle är en kommun i departementet Aisne i regionen Hauts-de-France i norra Frankrike. Kommunen ligger  i kantonen Fère-en-Tardenois som ligger i arrondissementet Château-Thierry. År 2022 hade Mareuil-en-Dôle 223 invånare.

## Befolkningsutveckling
Antalet invånare i kommunen Mareuil-en-Dôle
Referens: INSEE